# Христанівський заказник
Христані́вський зака́зник — ландшафтний заказник загальнодержавного значення в Україні. Об'єкт природно-заповідного фонду Полтавської області.
Розташований у межах Лохвицького району, Полтавської області, біля сіл Христанівка і Бодаква.
Площа 1705,2 га. Статус надано 2009 року.
Заказник створено з метою охорони та збереження флори і фауни водно-болотних комплексів заплави річки Сули та надзаплавних крутосхилів правого берега річки з вільховими лісами.
Серед рослинного покриву основні площі займають угруповання костриці валіської і тонконогу вузьколистого. На середніх частинах схилів домінує також пирій середній. Основне флористичне ядро місцевих ценозів утворюють: келерія струнка, стоколос безостий, осока рання, юринея павутиниста, чебрець Маршалла, шавлія сухостепова, жовтець ілірійський, подорожники середній та степовий, залізняк бульбистий, дивина фіолетова, фіалка запашна, куряча сліпота російська, скабіоза блідо-жовта, різак звичайний, люцерна румунська, зіновать австрійська та багато інших видів.

## Галерея

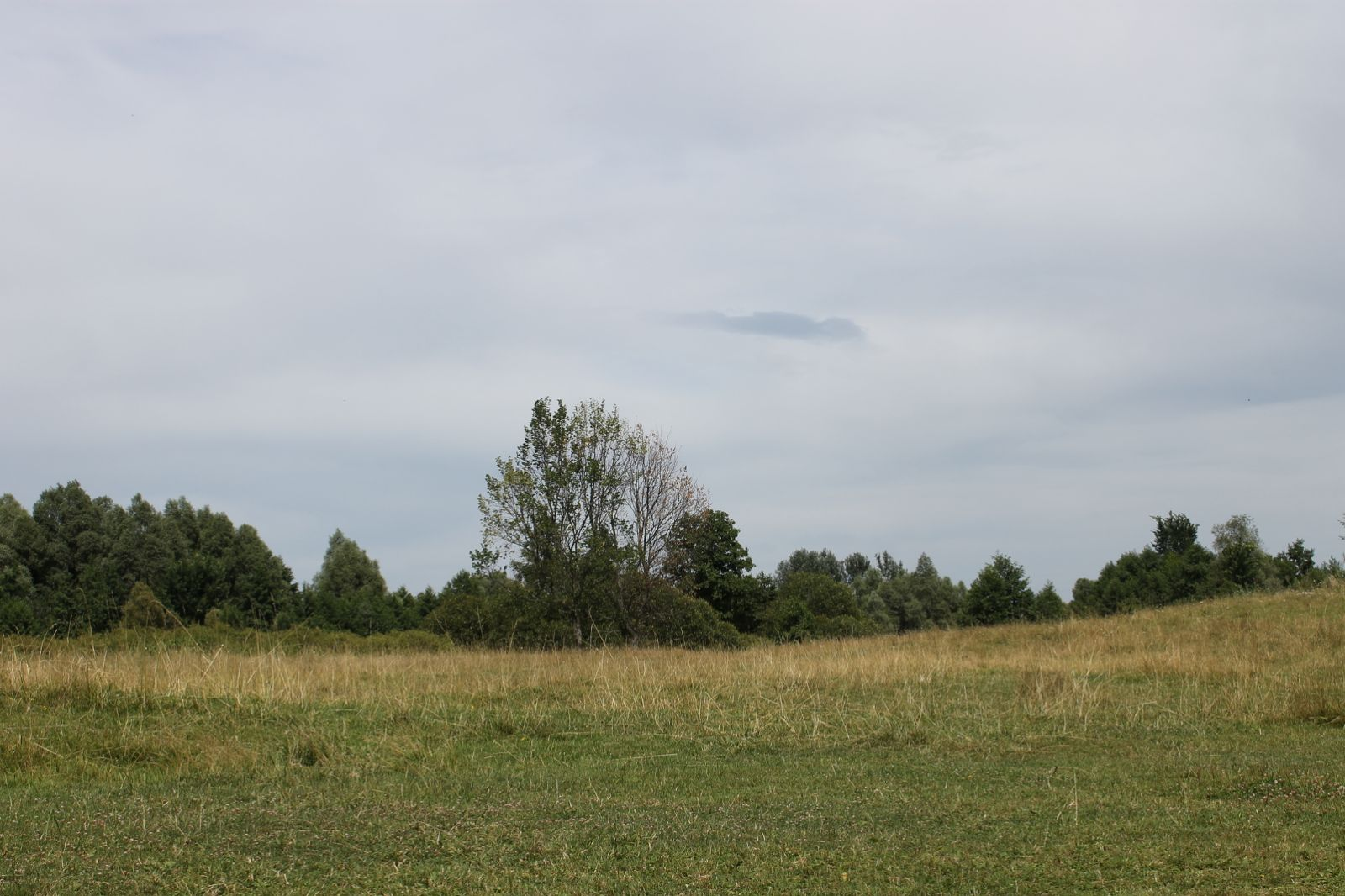
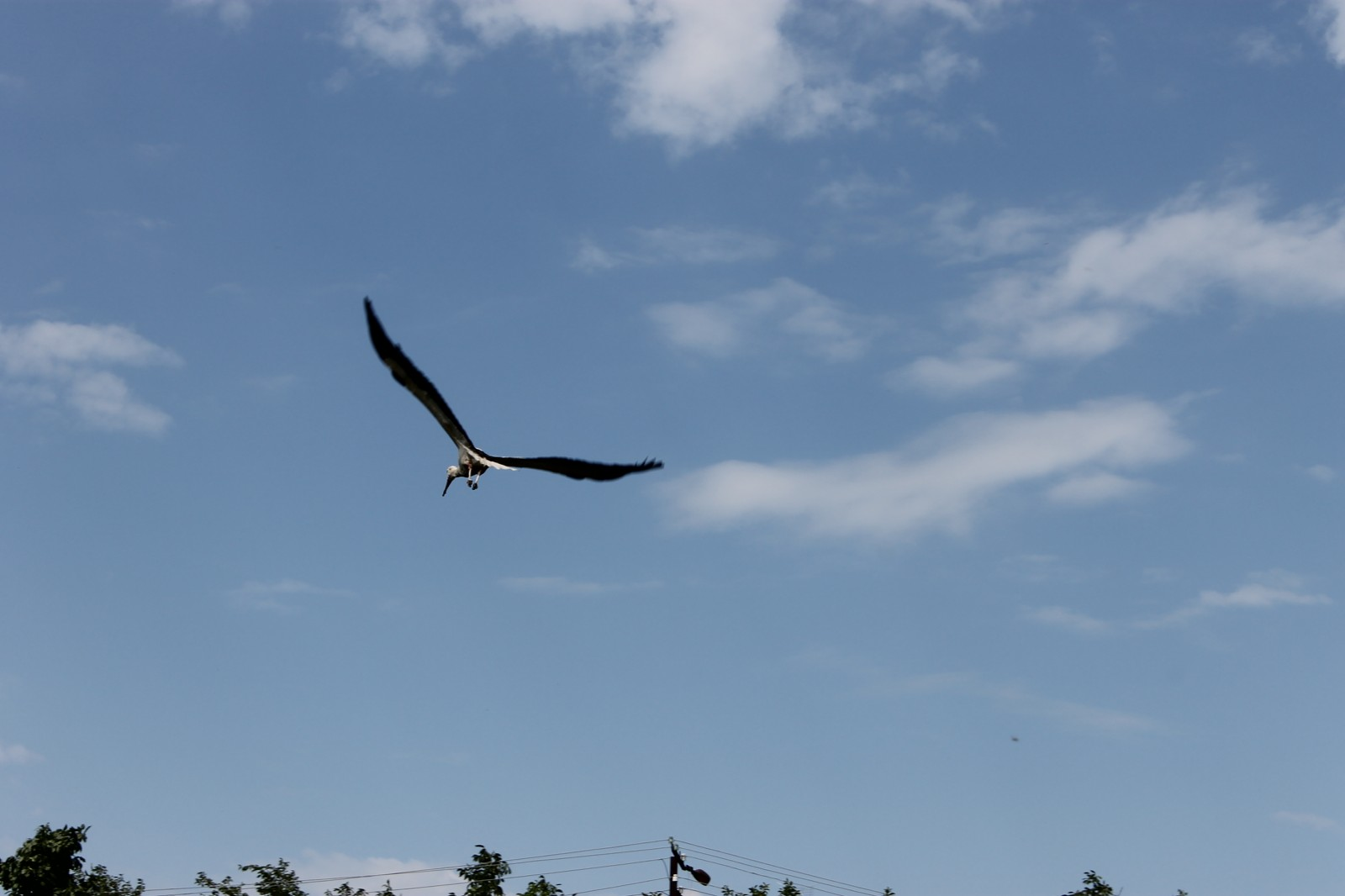
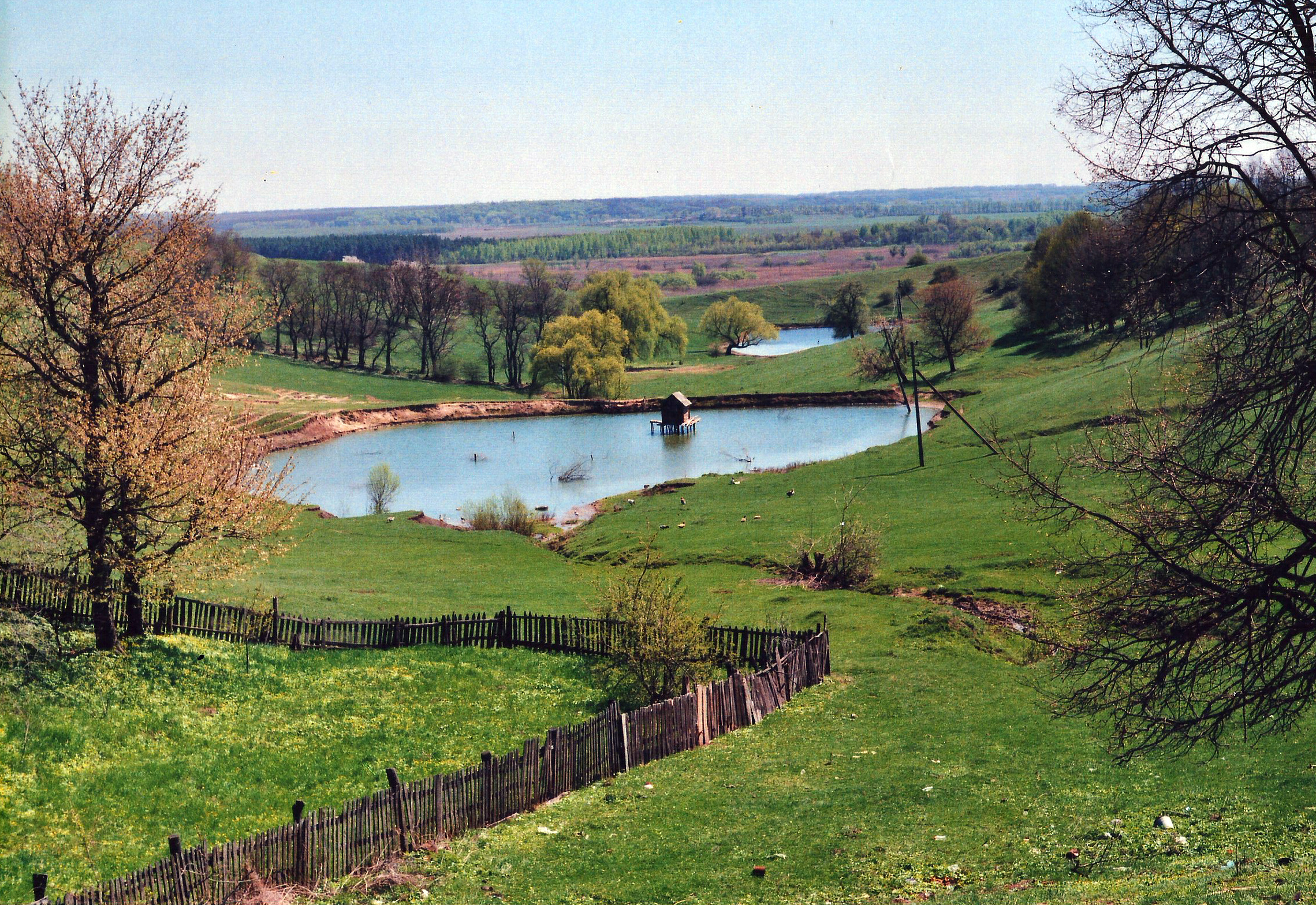